# Coppa del Generalissimo 1956 (hockey su pista)
La Coppa del Generalissimo 1956 è stata la 13ª edizione della principale coppa nazionale spagnola di hockey su pista. Il torneo ha avuto luogo dal 3 al 6 maggio 1956.
Il trofeo è stato vinto dall'Espanyol per l'ottava volta nella sua storia superando in finale il Barcellona.

## Squadre qualificate
- Barcellona
- Cerdanyola
- Espanyol

- Femsa Madrid
- Girona
- Reus Deportiu

## Risultati

### Prima fase

#### Girone A
| Squadra       | Pt | G | V | N | P | GF | GS | DG |
| ------------- | -- | - | - | - | - | -- | -- | -- |
| Espanyol      | 4  | 2 | 2 | 0 | 0 | 11 | 3  | +8 |
| Cerdanyola    | 2  | 2 | 1 | 0 | 1 | 5  | 6  | -1 |
| Reus Deportiu | 0  | 2 | 0 | 0 | 2 | 2  | 9  | -7 |

| 3 maggio 1956 |     |               |
| Cerdanyola    | 3–1 | Reus Deportiu |
| 4 maggio 1956 |     |               |
| Reus Deportiu | 1–6 | Espanyol      |
| 5 maggio 1956 |     |               |
| Espanyol      | 5–2 | Cerdanyola    |

#### Girone B
| Squadra      | Pt | G | V | N | P | GF | GS | DG |
| ------------ | -- | - | - | - | - | -- | -- | -- |
| Barcellona   | 3  | 2 | 1 | 1 | 0 | 3  | 2  | +1 |
| Girona       | 2  | 2 | 1 | 0 | 1 | 4  | 2  | +2 |
| Femsa Madrid | 1  | 2 | 0 | 1 | 1 | 1  | 4  | -3 |

| 3 maggio 1956 |     |              |
| Barcellona    | 2–1 | Girona       |
| 4 maggio 1956 |     |              |
| Girona        | 3–0 | Femsa Madrid |
| 5 maggio 1956 |     |              |
| Femsa Madrid  | 1–1 | Barcellona   |

### Finale
| Barcellona 6 maggio 1956 | Barcellona | 1 – 2 | Espanyol |  |